# Zuchthaus
Als Zuchthaus wurde seit Ende des 16. Jahrhunderts ein Gefängnistypus bezeichnet, in dem wegen Verbrechen verurteilte Insassen strafverschärfenden Haftbedingungen unterworfen waren. Diese bestanden vor allem in harter, körperlicher Zwangsarbeit, oft bis zur Erschöpfung, zum Beispiel in Steinbrüchen oder in Torfstichen. Diese Form der Freiheitsstrafe löste im frühneuzeitlichen Europa die Leibes- und Todesstrafen ab, die im Mittelalter auch wegen vergleichsweise geringfügiger Vergehen verhängt werden konnten. In der Anfangszeit dienten Zuchthäuser nicht nur als Strafanstalten, sondern auch als Einrichtungen zur Sozialdisziplinierung von Bettlern und anderen Armen.

## Geschichte

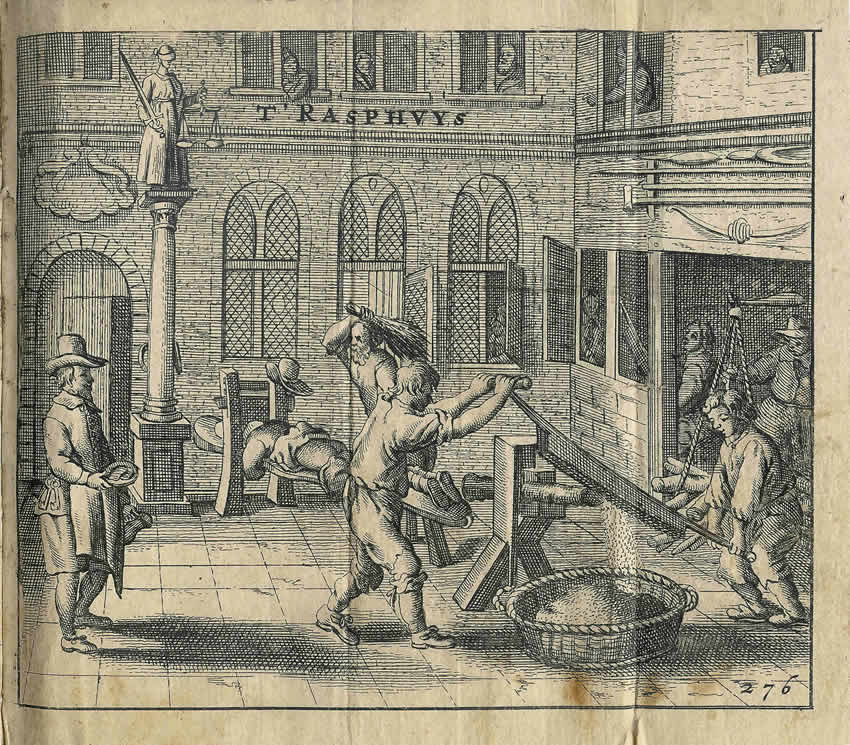
Rasphuis in Amsterdam, eines der frühesten niederländischen Zuchthäuser (1662)

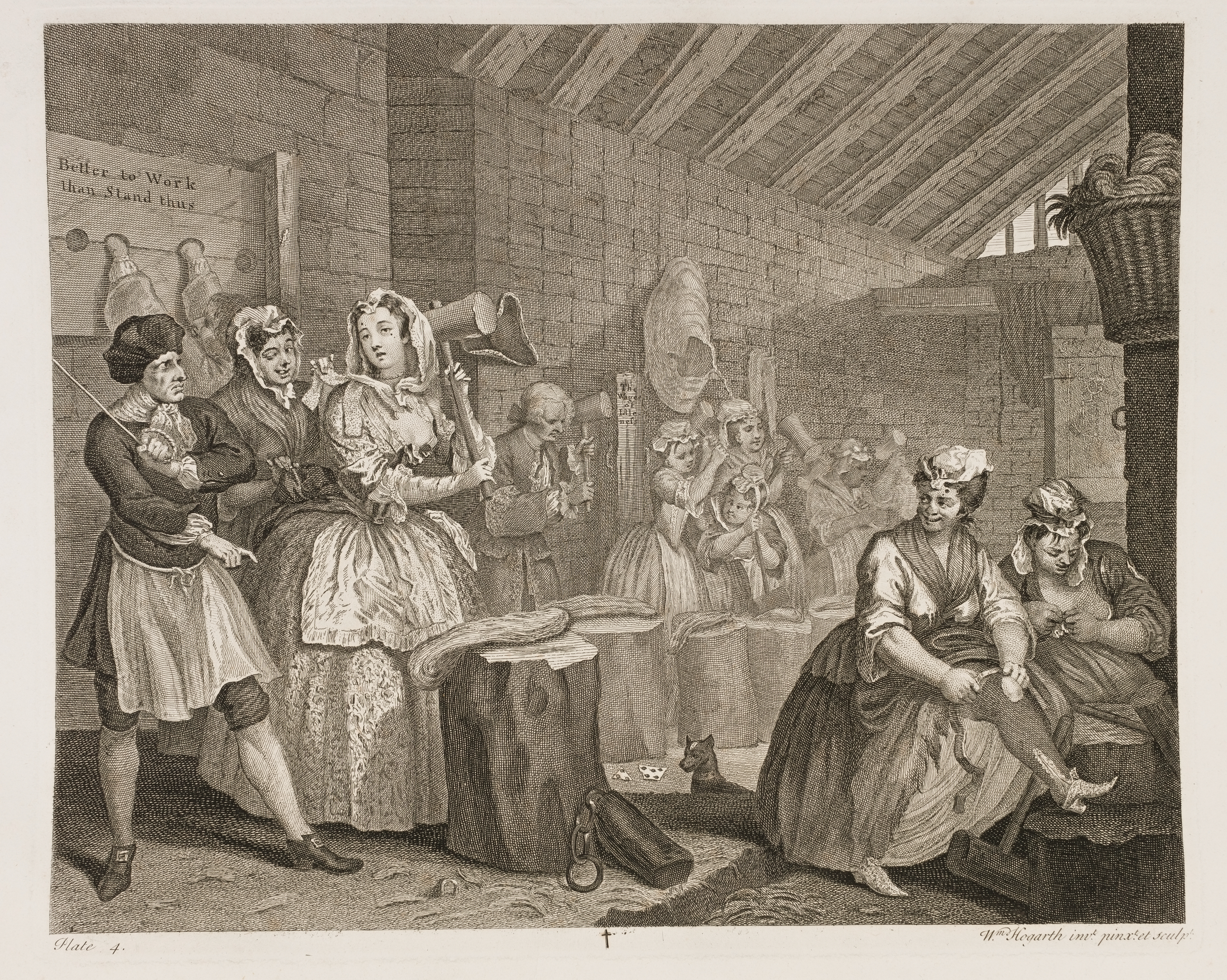
Zuchthäuslerinnen bei der Hanf-Verarbeitung im Bridewell Prison in London (William Hogarth, 1732)

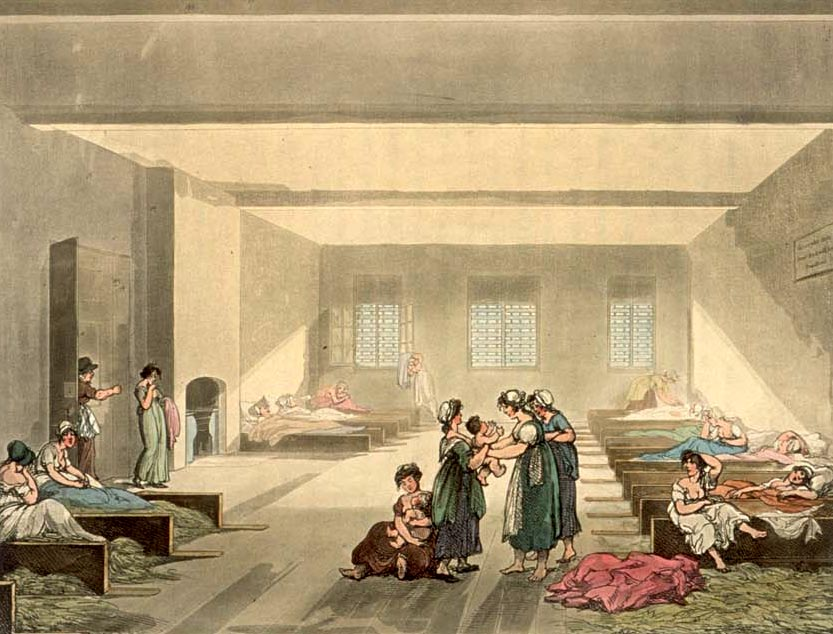
Verarmte alleinstehende Frauen im Bridewell Prison (1808)

Haftstrafen sind ein geschichtlich junges Pendant zur Körper- und zur Todesstrafe. Das erste Zuchthaus wurde 1596 im vom Calvinismus geprägten Amsterdam eröffnet, das Rasphuis. Kurz darauf wurden nach diesem Konzept in den meisten deutschen Städten ebenfalls Zuchthäuser errichtet. Die Idee des Zuchthauses machte in weiten Teilen Europas Schule, zunächst vor allem in den protestantischen Ländern. Die ersten deutschen Zuchthäuser entstanden in Bremen (1609), Lübeck (1613), Hamburg (Werk- und Zuchthaus 1618) und Danzig (1629). In den 1670er Jahren kam es zu einer zweiten Welle an Zuchthausgründungen im Heiligen Römischen Reich. Das 1671 in der Wiener Leopoldstadt gegründete „Zucht- und Arbeitshaus“ wurde zum Vorbild für andere Institutionen innerhalb der Monarchie. Neben Wien entstanden Zuchthäuser auf österreichischem Boden in Innsbruck, Graz, Klagenfurt, Salzburg und Linz.
Das Zuchthaus diente ursprünglich nicht als Strafanstalt im eigentlichen Sinne, da es sich bei den Insassen nicht primär um Kriminelle handelte. Man verstand das Zuchthaus damals als soziale Einrichtung, die arbeitsunwillige Menschen „therapieren“ und wieder in die Gesellschaft zurückführen sollte. So wurden „herrenlose“ Frauen, Bettler, Prostituierte und Menschen, die sich Geld auf eine unehrenhafte, aber nicht kriminelle Weise verdienten, in Zuchthäuser gebracht. Bauern durften Knechte und Mägde zur Besserung ins Zuchthaus bringen, um etwas gegen Leistungsdefizite zu unternehmen. Harte Arbeits- und Haftbedingungen sah man dabei als geeignetes Mittel, die Menschen zu bessern. Die Einlieferung ins Zuchthaus war nicht an einen Gerichtsbeschluss gebunden, und die Dauer eines Zuchthausaufenthaltes richtete sich meist nach der Willkür des Personals. Die Gefangenen sollten so lange im Zuchthaus bleiben, bis sie sich gebessert hatten. Da es für eine Besserung keine objektiven Kriterien gab, konnte das Personal letztlich frei entscheiden, wann eine Besserung stattgefunden hatte.
Da hinter den Zuchthäusern auch ein ökonomisches Interesse stand, wurde meist großer Wert auf Vollbelegung gelegt, so dass Entlassungen erst stattfanden, wenn neue Insassen nachrückten. Die bürgerliche Gesellschaft empfand die Armen als störend, was zur Folge hatte, dass Einrichtungen wie Zuchthäuser neben Irrenhäusern und Waisenhäusern eingeführt wurden, um diese sozialen Randgruppen aus der Gesellschaft zu verbannen.
Im 18. Jahrhundert ging diese Entwicklung in Deutschland noch einen Schritt weiter, indem die verschiedenen Einrichtungen für Menschen, die aus der Gesellschaft entfernt bleiben sollten, zusammengelegt wurden. So entstand eine Anstalt, in der von Waisenkindern über psychisch Kranke, sterbende Menschen und der Zuchthausklientel alle Insassen dieser Einrichtungen gemeinsam untergebracht und unter gleichen Bedingungen behandelt wurden. Dieses Prinzip konnte aber nur in begrenztem Umfang umgesetzt werden. Aus dem Zuchthaus hat sich wiederum über die Zeit das Gefängnis als Strafeinrichtung entwickelt.
Nach dem Ende des Absolutismus gab es eine langsame Mäßigungsbewegung. Nach und nach wurde ein Rechtssystem umgesetzt, und die Voraussetzungen für eine Zuchthauseinweisung wurden verschärft. So entstand aus dem Zuchthaus allmählich eine Strafanstalt im eigentlichen Sinne. Für unterschiedlich schwere Verbrechen benötigte man unterschiedlich schwere Strafen. So wurden neben dem Zuchthaus weitere Arten von Haftanstalten eingeführt.
Im Deutschen Reich war die Zuchthausstrafe im Reichsstrafgesetzbuch von 1871 geregelt. Die Zuchthausstrafe stellte in allen Belangen die härteste von insgesamt vier Formen der Freiheitsstrafe dar, die in den Paragraphen 14 bis 19 beschrieben waren (die weiteren Formen {in der Reihenfolge „ab-nehmende Härte“} – Gefängnis, Haft und Festungshaft – unterschieden sich hinsichtlich Arbeitsverpflichtungen, Umgebungsbedingungen, Häftlingsrechten und Dauer voneinander). Paragraph 14 bestimmte, dass eine lebenslange Zuchthausstrafe nur verhängt werden konnte, wenn die Strafe ausdrücklich im Gesetz als lebenslänglich angedroht wurde. Wenn also in einem Gesetz nichts anderes bestimmt wurde, galt eine Höchstgrenze von 15 Jahren und ein Mindestmaß von 1 Jahr. Neben einer Zuchthausstrafe konnte auf Verlust der bürgerlichen Ehrenrechte erkannt werden.
Während der Zeit des Nationalsozialismus wurden Zuchthäuser durch Straflager erweitert, um die Haftkapazitäten zu erhöhen. Auch dienten die Zuchthaus-Straflager der Schärfung von Strafen durch einen entbehrungsreichen Vollzug. Ab 1936 war das Strafvollzugssystem eng in den Vierjahresplan einbezogen und diente mehr und mehr rüstungspolitischen Zielen. Hier spielten Zuchthausgefangene eine wichtige Rolle, da deren Straflänge überwiegend höher war als bei Inhaftierten in Gefängnissen. Sie konnten so längerfristig eingeplant werden. Ab 1940 wurden in Zuchthäusern zunehmend Rüstungsbetriebe errichtet. Gleichzeitig füllten sich die Straflager mit verurteilten Wehrmachtssoldaten, da das Militär keinen eigenen Zuchthausvollzug ausführte. „Zuchthäusler“ waren als unwürdig vom Wehrdienst ausgeschlossen (ab 1942 rückte man bei der Aufstellung der Bewährungseinheiten 999 teilweise davon ab). Zu einer Zuchthausstrafe verurteilte Soldaten sollten unter besonders grausamen Bedingungen Zwangsarbeit in den Zuchthaus-Straflagern der Justizverwaltung (vgl.: Emslandlager) leisten. Im September 1944 stellte die Wehrmacht schließlich Zuchthaus-Kompanien als eigene Vollzugsform auf, um Häftlinge im Zuge der totalen Mobilisierung zu Schanzarbeiten an gefährlichen Abschnitten der Front heranzuziehen.
Sowohl auf Banknoten in Reichsmark als auch auf DM-Banknoten der zweiten und dritten Serie war auf der Rückseite folgender Hinweis aufgedruckt: Wer Banknoten nachmacht oder verfälscht oder nachgemachte oder verfälschte sich verschafft und in Verkehr bringt, wird mit Zuchthaus nicht unter zwei Jahren bestraft. Nach 1969 wurde auf den Banknoten der Begriff Zuchthaus durch Freiheitsstrafe ersetzt.

## Abschaffung
In Österreich, wo die Zuchthausstrafe nach dem Anschluss 1938 eingeführt worden war, ist sie mit Wirkung vom 29. Juli 1945 entfallen, die Strafart „schwerer Kerker“ bestand im Strafgesetz noch bis 1974.
Umgangssprachlich wird der Ausdruck Zuchthaus in Österreich und Süddeutschland manchmal noch als Synonym für „Gefängnis“ verwendet.
Auch das 1968 eingeführte Strafgesetzbuch der DDR, welches das bis dahin in beiden deutschen Staaten fortgeltende Reichsstrafgesetzbuch ablöste, kannte die Zuchthausstrafe nicht mehr. Umgangssprachlich wurde die althergebrachte Bezeichnung weiterverwendet. Bekannt waren die Zuchthäuser von Bautzen, im Volksmund „Gelbes Elend“ genannt, Waldheim, Hoheneck und Brandenburg. Mit der Abkürzung „Z“ wurde im Jargon eine Zuchthausstrafe verhüllt; z. B. „drei Jahre Z“. Zuchthausstrafen galten als entehrend und hatten auch soziale Konsequenzen etwa bei der Wohnungs- oder Arbeitssuche.
In der Bundesrepublik Deutschland wurde die Zuchthausstrafe im Rahmen der Großen Strafrechtsreform durch das Erste Strafrechtsreformgesetz vom 25. Juni 1969 (BGBl. I S. 645) zum 1. April 1970 abgeschafft. Das Zuchthaus hatte durch Reform- und Liberalisierungsprozesse über die Jahre hinweg seine ursprüngliche Bestimmung teilweise verloren und diente zuletzt als Strafanstalt für schwere Verbrechen unter verschärften Haft- und Sicherheitsbedingungen. Mittlerweile wird prinzipiell der Begriff Freiheitsstrafe benutzt. Es gibt Justizvollzugsanstalten mit milderen und härteren Strafbedingungen. Abhängig von der Gesamtdauer einer Freiheitsstrafe werden unterschiedliche Anstalten ausgesucht. Die Kriterien können abhängig von länderspezifischen Ordnungen variieren. In Hessen gibt es z. B. Anstalten mit milden Bedingungen für Gefangene mit einer Strafe von unter zwei Jahren und Anstalten mit härteren Bedingungen für Gefangene mit einer Strafe von über zwei Jahren.
Das Schweizer Strafgesetzbuch kannte die Zuchthausstrafe noch bis Ende 2006 in Artikel 35, unterschied sie jedoch in der Anwendung nicht mehr von der gewöhnlichen Gefängnisstrafe, sondern nur in der Länge. Während eine Gefängnisstrafe eine Länge von drei Tagen bis drei Jahren haben konnte, dauerte die Zuchthausstrafe mindestens ein Jahr und maximal 20 Jahre, sofern diese nicht durch das jeweilige Gesetz anders festgelegt wurde. In der Revision des allgemeinen Teils des Strafrechtes, die 2007 in Kraft getreten ist, wurde diese begriffliche Unterscheidung aufgehoben, und es ist wie in Deutschland und Österreich nur noch von der Freiheitsstrafe die Rede.
In Belgien, wo Deutsch neben Französisch und Niederländisch eine Amtssprache ist, wird noch bis zum Inkrafttreten des neuen Strafgesetzbuchs am 8. April 2026 der Begriff Zuchthaus als Strafe für schwere Verbrechen verwendet.

## Umgangssprachliche Begriffe für die Insassen
Zuchthäusler„Zuchthäusler“ war in Deutschland eine umgangssprachliche und deutlich abwertende, geradezu stigmatisierende Bezeichnung für einen Häftling im Zuchthaus bzw. für jemanden, der eine Zuchthausstrafe verbüßt hat. Mit der Abschaffung dieser Form des Strafvollzugs in Deutschland 1969 ist seither auch der Begriff weitgehend in Vergessenheit geraten.
Züchtling„Züchtling“ ist eine veraltete, aber nicht ganz so abschätzige Bezeichnung wie „Zuchthäusler“.